# Mircea Angelescu
Mircea Nicolae Angelescu (n. 11 decembrie 1923, Râmnicu Vâlcea – d. 5 mai 2010, București ) a fost un reputat medic infecționist, scriitor, profesor la Facultatea de Medicină din București, membru titular al Academiei de Științe Medicale din România (1993), membru fondator al Societații Medicilor Scriitori și Publiciști din România și al Uniunii Mondiale a Scriitorilor Medici .

## Studii - repere
- Absolvent al Facultății de Medicină din București, promoția 1947,
- Extern și intern prin concurs (1944 - 1949),
- "Doctor în medicină și chirurgie" (teza de doctorat, 1949)
- A fost format la scoala unor dascăli iluștrii, așa cum au fost Francisc Reiner, George Emil Palade, Daniel Danielopolu, Nicolae Ionescu-Sisești, Ion Bruckner, Matei Balș.